# Hyophila cuspidatissima
Hyophila cuspidatissima är en bladmossart som beskrevs av Jean Édouard Gabriel Narcisse Paris och Brotherus 1904. Hyophila cuspidatissima ingår i släktet Hyophila och familjen Pottiaceae. Inga underarter finns listade i Catalogue of Life.